# Oakwood (Oklahoma)
Oakwood – miasto w Stanach Zjednoczonych, w stanie Oklahoma, w hrabstwie Dewey.